# 731

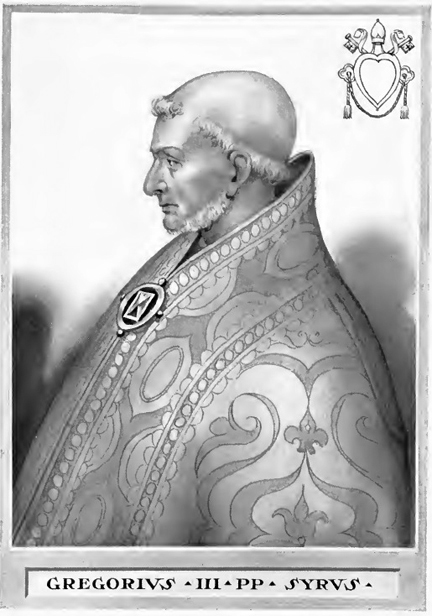
Paus Gregorius III (731-741)

Het jaar 731 is het 31e jaar in de 8e eeuw volgens de christelijke jaartelling.

## Gebeurtenissen

### Brittannië
- Koning Ceolwulf van Northumbria wordt tijdelijk afgezet door zijn tegenstanders en trekt zich terug in het klooster van Lindisfarne. Kort daarna bestijgt hij met steun van de Angelsaksische adel opnieuw de troon (of 732).
- Koning Æthelbald van Mercia voert een campagne tegen Wessex. Hij valt Somerset binnen en weet tijdens zijn bewind de hegemonie te versterken in Kent. (waarschijnlijke datum)

### Europa
- Karel Martel steekt tot tweemaal toe de rivier de Loire over en valt Aquitanië binnen. Hij voert een plunderveldtocht en verovert Bourges (Midden-Frankrijk). Hertog Eudes van Aquitanië weet echter de stad te heroveren.
- De Moren, onder leiding van Abdul Rahman Al Ghafiqi, vallen Bourgondië binnen en verwoesten de abdij van Luxeuil (Haute-Saône). De meeste monniken worden afgeslacht en kostbare literatuur wordt vernietigd.

## Religie
- 11 februari - Paus Gregorius II overlijdt na een pontificaat van 16 jaar. Hij wordt opgevolgd door Gregorius III als de 90e paus van de Katholieke Kerk.
- november - Gregorius III veroordeelt in een synode het iconoclasme van keizer Leo III. Hierbij komt tot een breuk tussen Rome en Constantinopel.

## Geboren
- Abd al-Rahman I, Arabisch emir (overleden 788)

## Overleden
- 29 oktober - Eusebia van Saint-Cyr, Frankisch abdis
- 13 maart - Gerald van Mayo, Angelsaksisch abt (of 732)
- 11 februari - Gregorius II (61), paus van de Katholieke Kerk
- Raganfrid, Frankisch hofmeier van Neustrië